# Конрад Дуден
Кóнрад Алекса́ндер Фрі́дріх Ду́ден (нім. Konrad Alexander Friedrich Duden; 3 січня 1828, Лакгаузен — 1 серпня 1911, Зонненберг) — пруссько-німецький вчитель гімназії, філолог та лексикограф. Конрад Дуден створив орфографічний словник німецької мови «Дуден», який було названо на його честь, та суттєво вплинув на розвиток єдиної правописної системи в німецькомовному середовищі у кінці XIX століття.

## Біографія

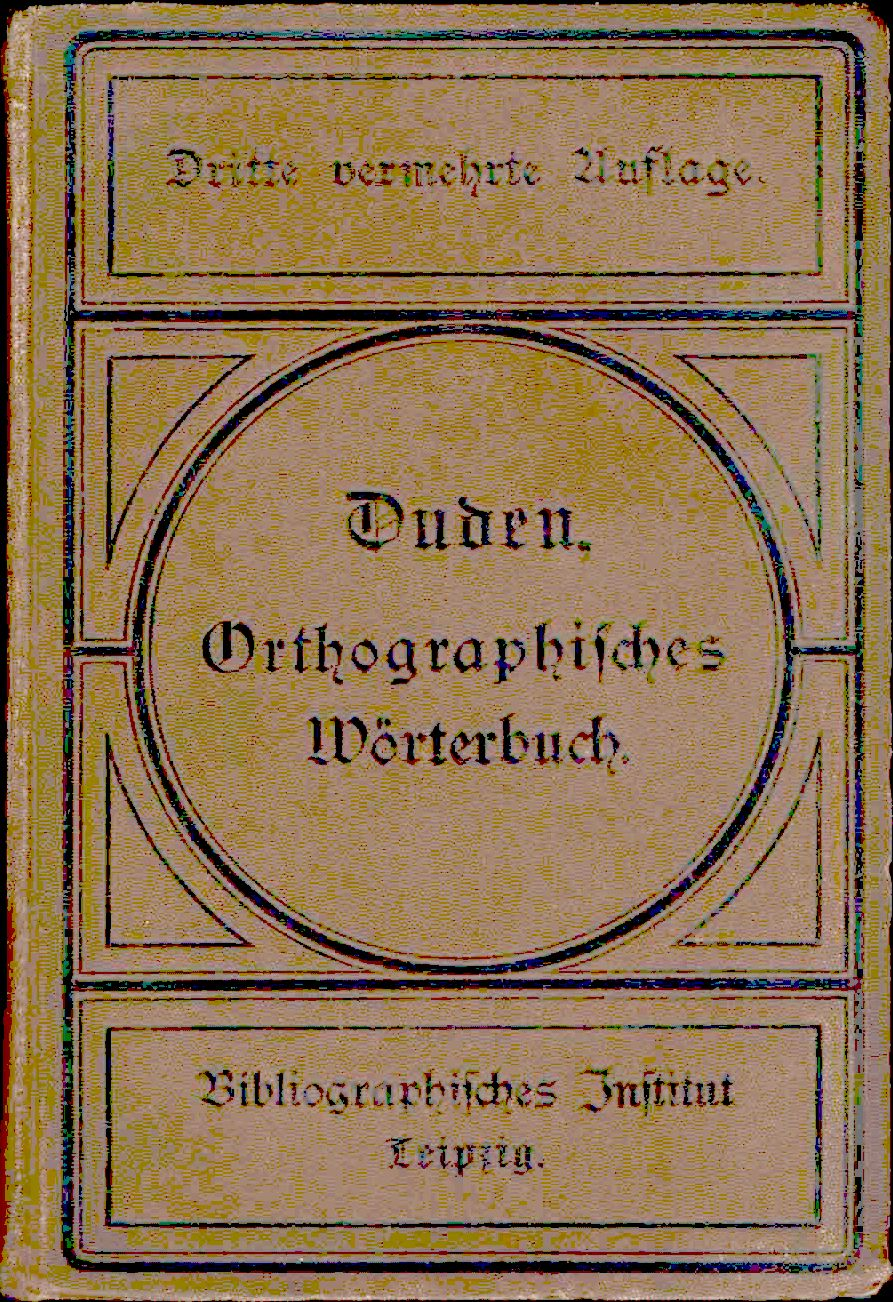
3-тє видання словника «Дуден», 1887 рік

Конрад Дуден був другим сином землевласника (маєток Боссіґт), дистилятора і залізничного службовця Йогана Конрада Дудена (1802—1885) і його дружини Юліани Шарлотти, народжена Монже (1810—1883). Дуден був хрещений 21 січня 1829 року в протестантській церкві Матена у Везелі та провів свої перші роки життя на батьківщині у Лакхаузені. У 1833 році його сім'я переїхала разом з ним у стару частину міста Везель. Після закінчення школи та гімназії в 1846 році протягом чотирьох семестрів Конрад Дуден вивчав історію, німецьку та класичну філологію у Боннському університеті. Там він був учасником студентського братства «Bonner Wingolf».
Після перших чотирьох семестрів Дуден перервав навчання — мабуть, із фінансових причин — та розпочав роботу домашнього вчителя у Франкфурті-на-Майні, щоб фінансувати своє життя. Так він пропрацював декілька років — з 1848 року по 1854 рік, працюючи домашнім вчителем у сім'ї сенатора Едуарда Франца Сушая. У цей період Дуден мав змогу брати участь у довготривалих навчальних поїздках, відвідуючи Велику Британію та Французьку Швейцарію.
Шість років по тому, в 1854 році, Дуден отримав спеціальний дозвіл, який, завдяки його практиці приватного вчителювання, звільнив його від подальшого навчання, дозволив скласти державний іспит в Боннському університеті та отримати педагогічну кваліфікацію з латинської, грецької, французької та німецької мов. У тому ж році Конрад Дуден заочно отримав докторський ступінь на філософському факультеті Марбурзького університету, написавши дисертацію на тему «Антігона Софокла». У 1854 році Дуден перервав свій рефендаріат у Архигімназії в Зості та обійняв посаду домашнього вчителя в італійському місті Генуя, звідки він працював над своєю докторською дисертацію, будучи зареєстрованим в Марбурзькому університеті. Повернувшись до Німеччини в 1859 році, він працював вчителем та директором (проректором) Архигімназії в Зості.
У 1861 році Дуден одружився в Мессіні на Аделіні Якоб (1841—1924) — дочці німецького консула, з якою він познайомився у 1854 році. У цьому шлюбі народилося шестеро дітей, в тому числі видатний хімік Пауль Дуден. До його внуків належать мангаймський бізнес-юрист і викладач юридичної справи Конрад Дуден (1907—1979) і Ліло Мільхзак (1905—1992) — один із засновників німецько-британського товариства.

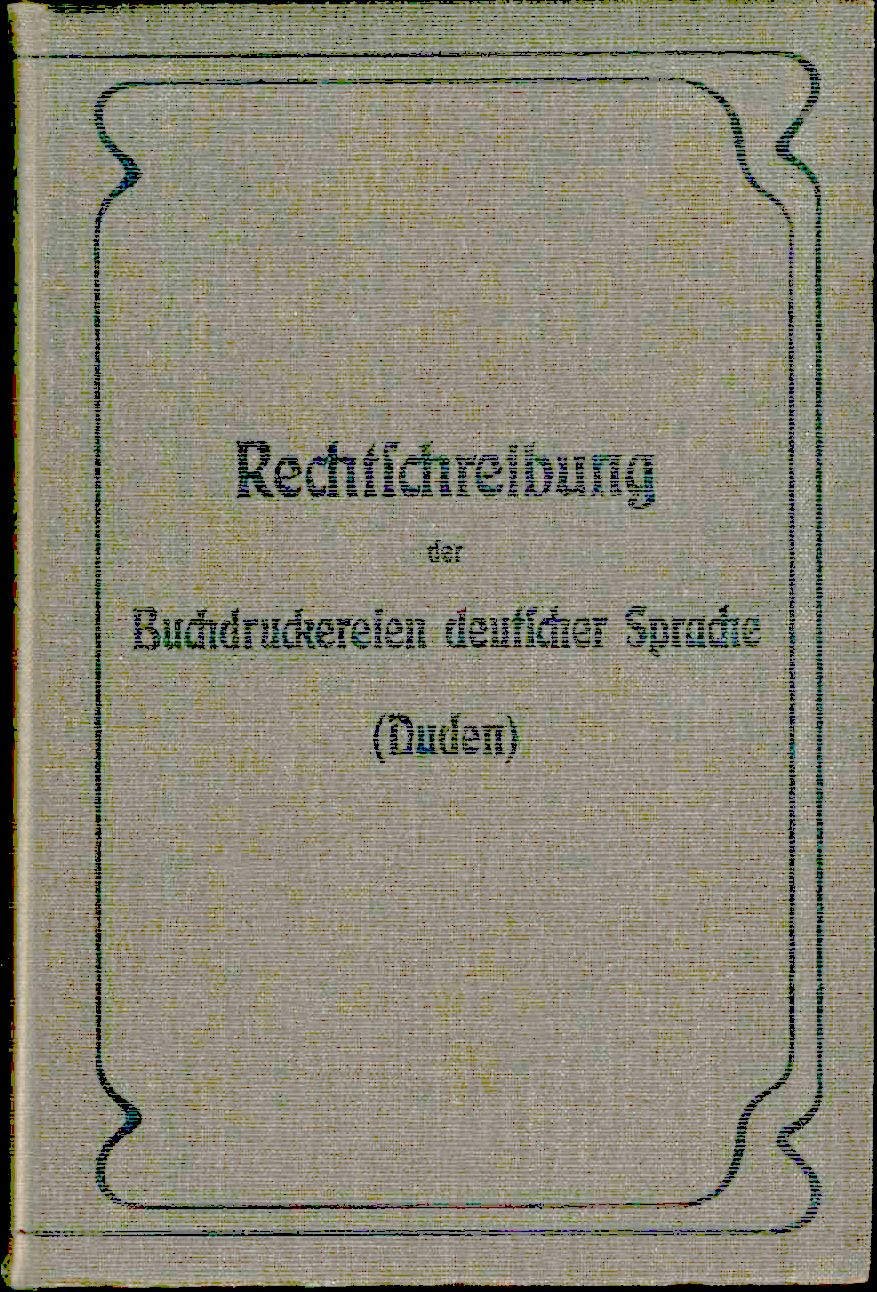
Німецький правопис («Дуден»), 1903 рік

У 1869 році Дудена було назначено директором гімназії в Шляйці, де він розробив правила для словника, який пізніше увійшов у широкий ужиток. Дудена спонукало написання такого словника співіснування у Шляйці франкійського, тюрингського та саксонського діалектів; крім того оцінювання орфографії учнів залежало від мовної традиції, у якій виріс учитель. За допомогою використання стандартизованих підручників Дуден мав намір полегшити навчання читання та письма для особливо малописьменних верств населення.
З 1876 по 1905 рік Дуден був директором Королівської гімназії у Бад-Герсфельді, де у 1880 році він опублікував свою найважливішу роботу — «Повний орфографічний словник німецької мови». У 1905 році він вийшов на пенсію та проживав свої останні роки в Зонненберзі біля Вісбадена (прусська провінція Гессен-Нассау). Там він помер у 1911 році і був похований за власним бажанням у сімейній могилі в Бад-Герсфельді.

## Внесок
Протягом усього свого життя Дуден працював над нормуванням німецької орфографії. У 1871 році він вперше опублікував правила правопису з короткими поясненнями у річних звітах шляйцької гімназії. Він слідував такому фонетичному принципу: «Пиши, як говориш». Ці правила, які вже були у вжитку у його гімназії, незабаром стали досить відомими у професійних колах та були видані наступного року у видавництві Б. Ґ. Тойбнера у Лейпцигу під заголовком «Німецький правопис». На додаток був також виданий словник. Пізніше цей так званий «Шляйцерський Дуден» значно вплинув на дискусію довкола теми правопису в Німеччині та був використаний як шаблон у наступних орфографічних словниках.
У 1876 році Дуден був також запрошений на першу орфографічну конференцію, де обговорювалось встановлення єдиних орфографічних правил в німецькій мові. Однак, цей намір зазнав невдачі, так як рейхсканцлер Отто фон Бісмарк був незадоволений результатами конференції.
Словник Дудена — «Повний орфографічний словник німецької мови», який вийшов друком у видавництві «Бібліографічний інститут», називається «Урдуден» та включає в себе 27 тисяч слів та 187 сторінок. Бісмарк заборонив своїм указом використовувати у адміністративних органах орфографію, яка використовувалась для навчання у прусських школах. Тільки в 1901 році на конференції в Берліні представники німецьких федеральних земель та Австро-Угорщини погодилися використовувати єдиний німецький правопис на основі словника Дудена. У 1902 році Федеральна рада Німеччини затвердила правопис Дудена як обов'язковий для всіх федеральних земель Німецької імперії; Австро-Угорщина та Швейцарія також приєдналися до цього правопису. Вираз: «Подивися в Дуден» став крилатим висловом у випадку невпевненості щодо правопису у німецькій мові. 27 видання словника «Дуден» за 2017 рік містить приблизно 145 тисяч слів.
На честь Дудена названо такі премії:
- премія ім. Конрада Дудена для германістів
- премію ім. Конрада Дудена для журналістів.

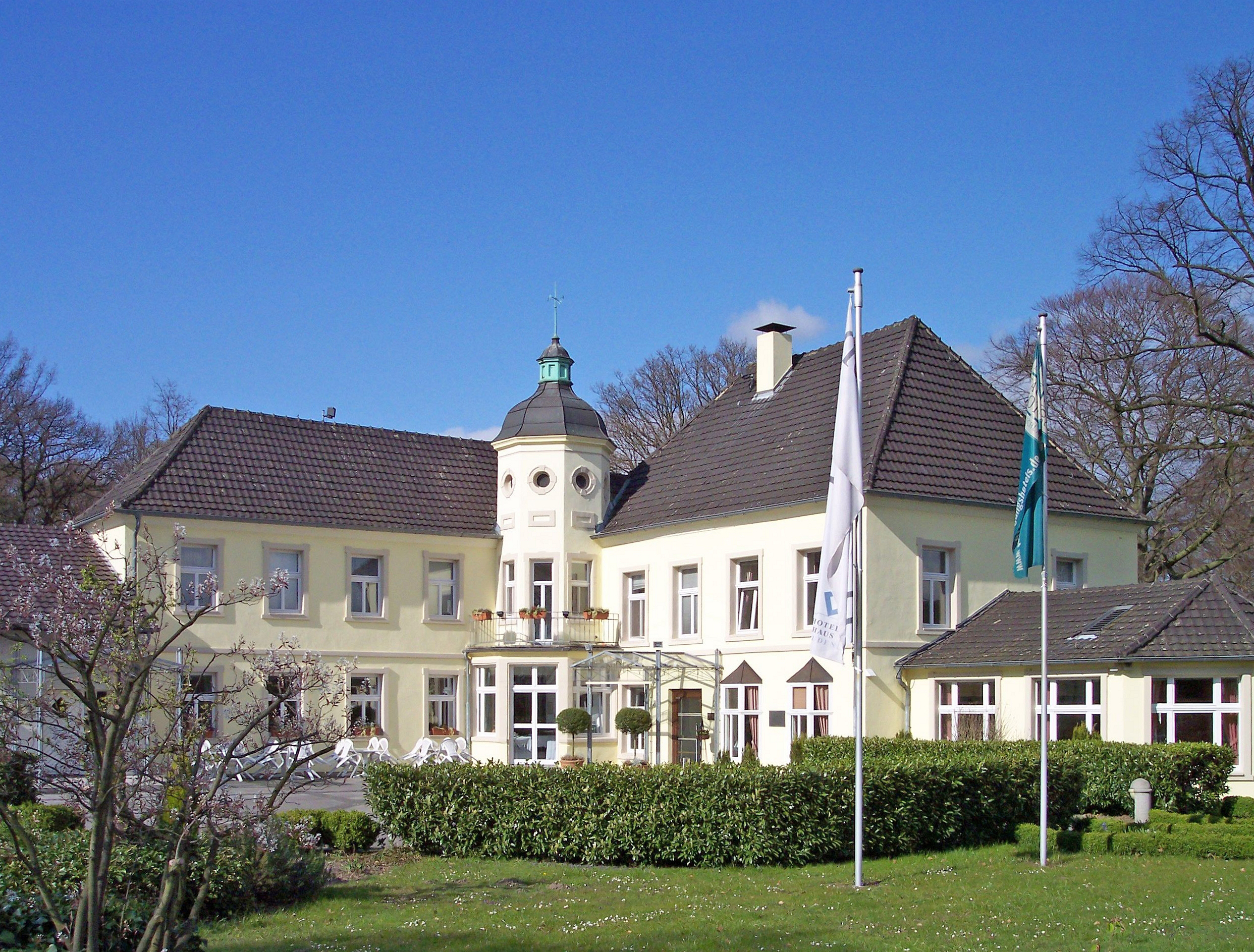
Маєток Боссіґт у Везелі, місце народження Дудена
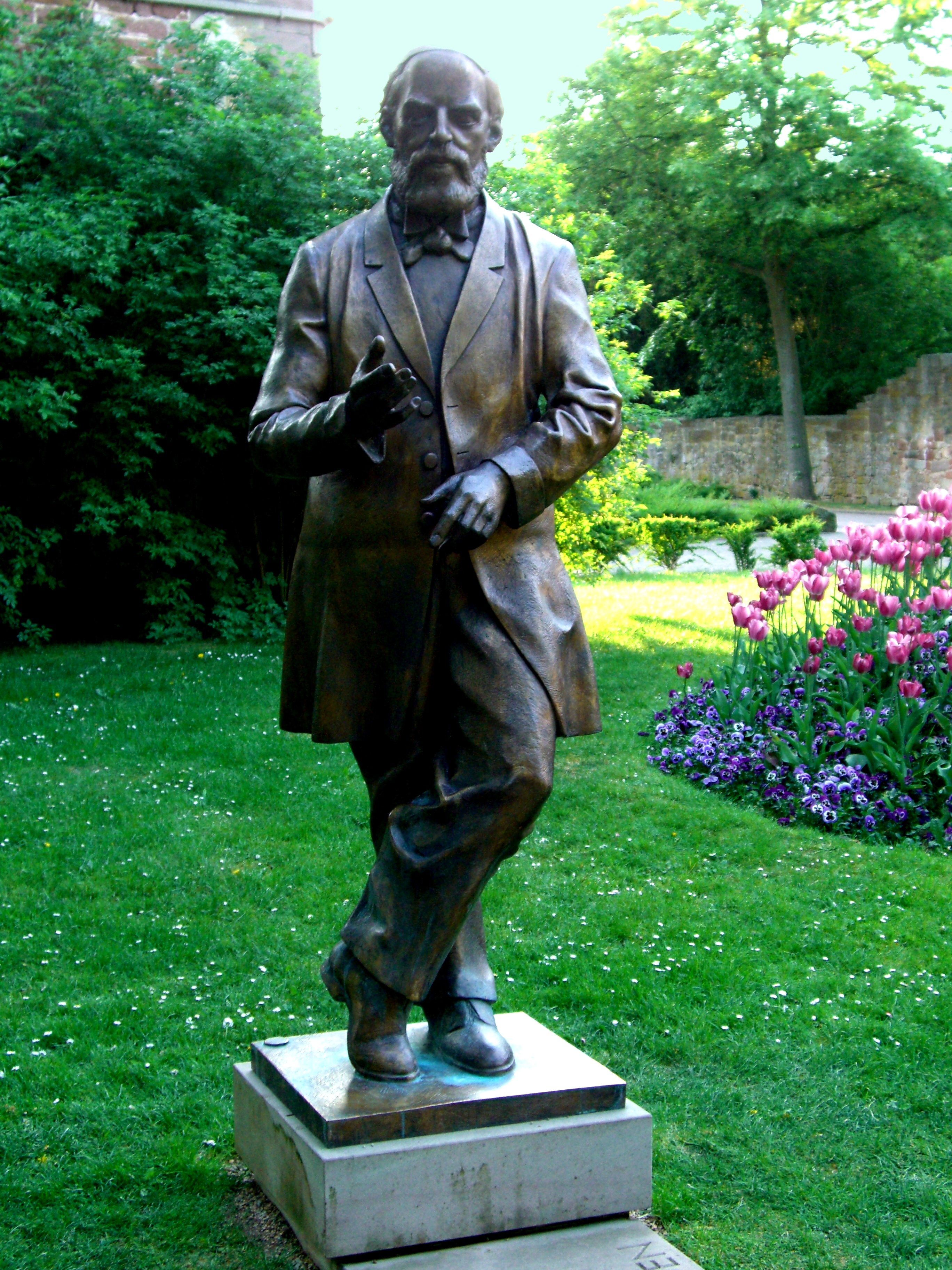
Пам’ятник Конраду Дудену у Бад-Герсфельді
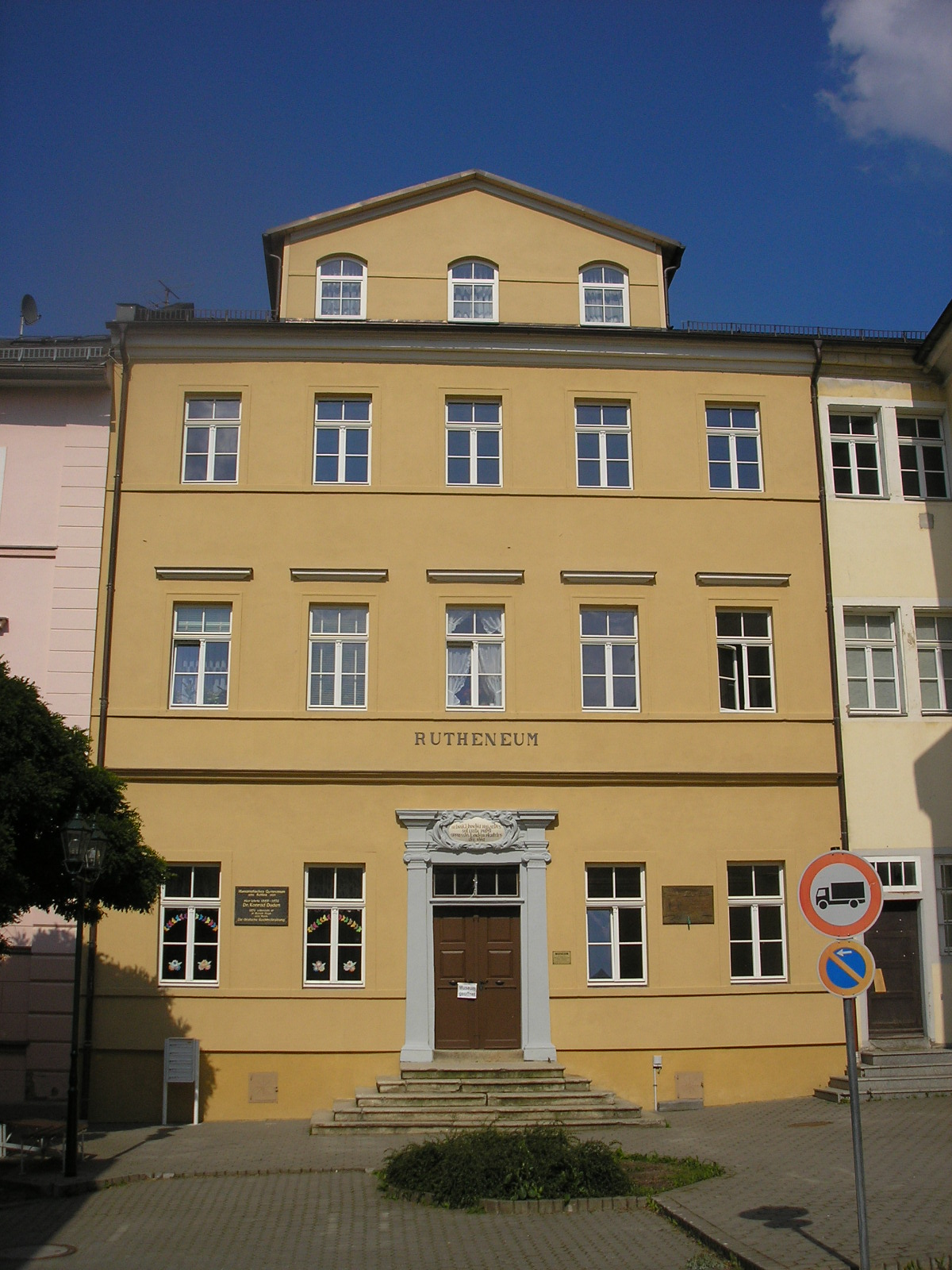
Музей Дудена в гімназії в Шлейці
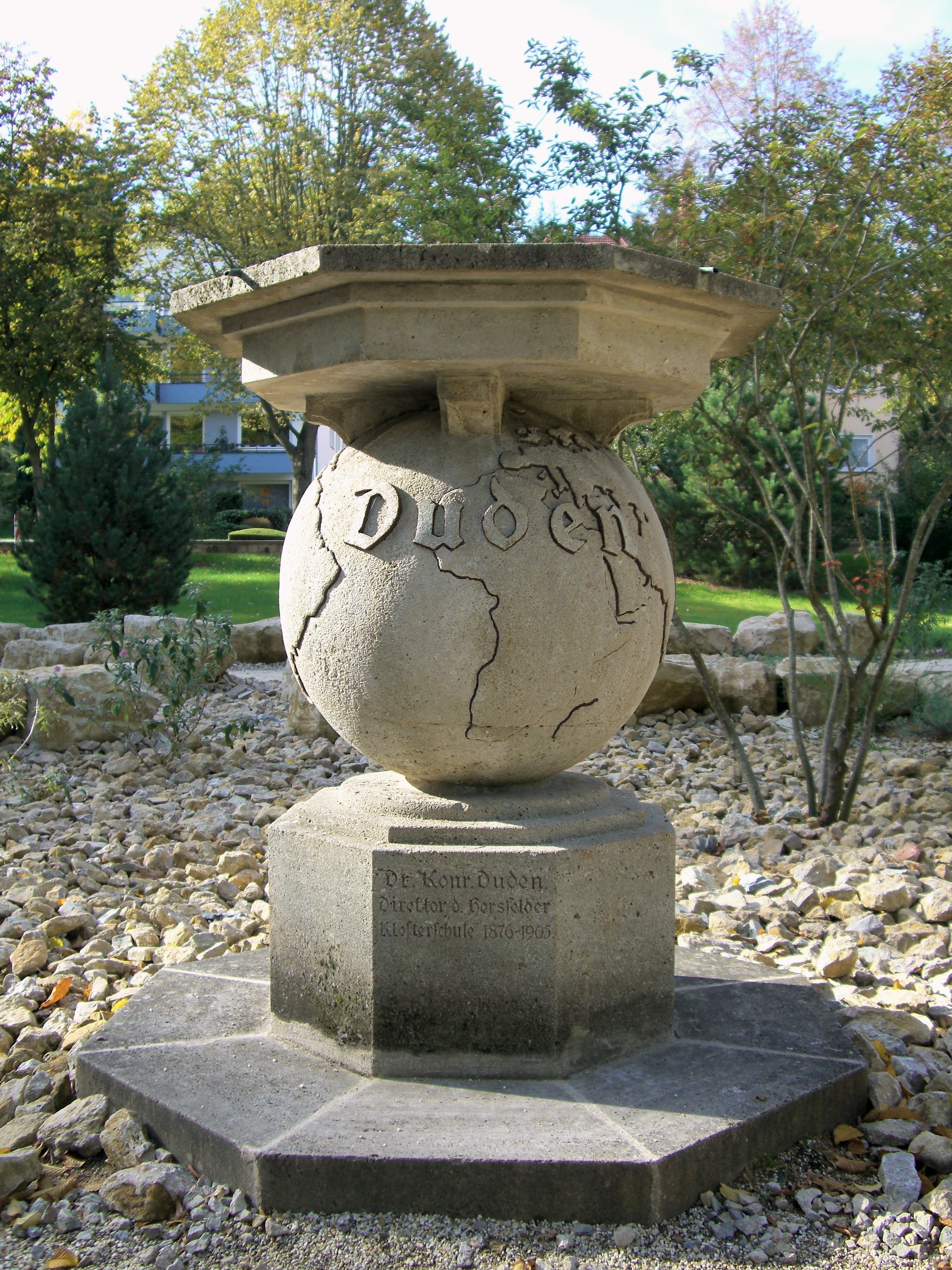
Пам’ятник у парку у Бад-Герсфельді
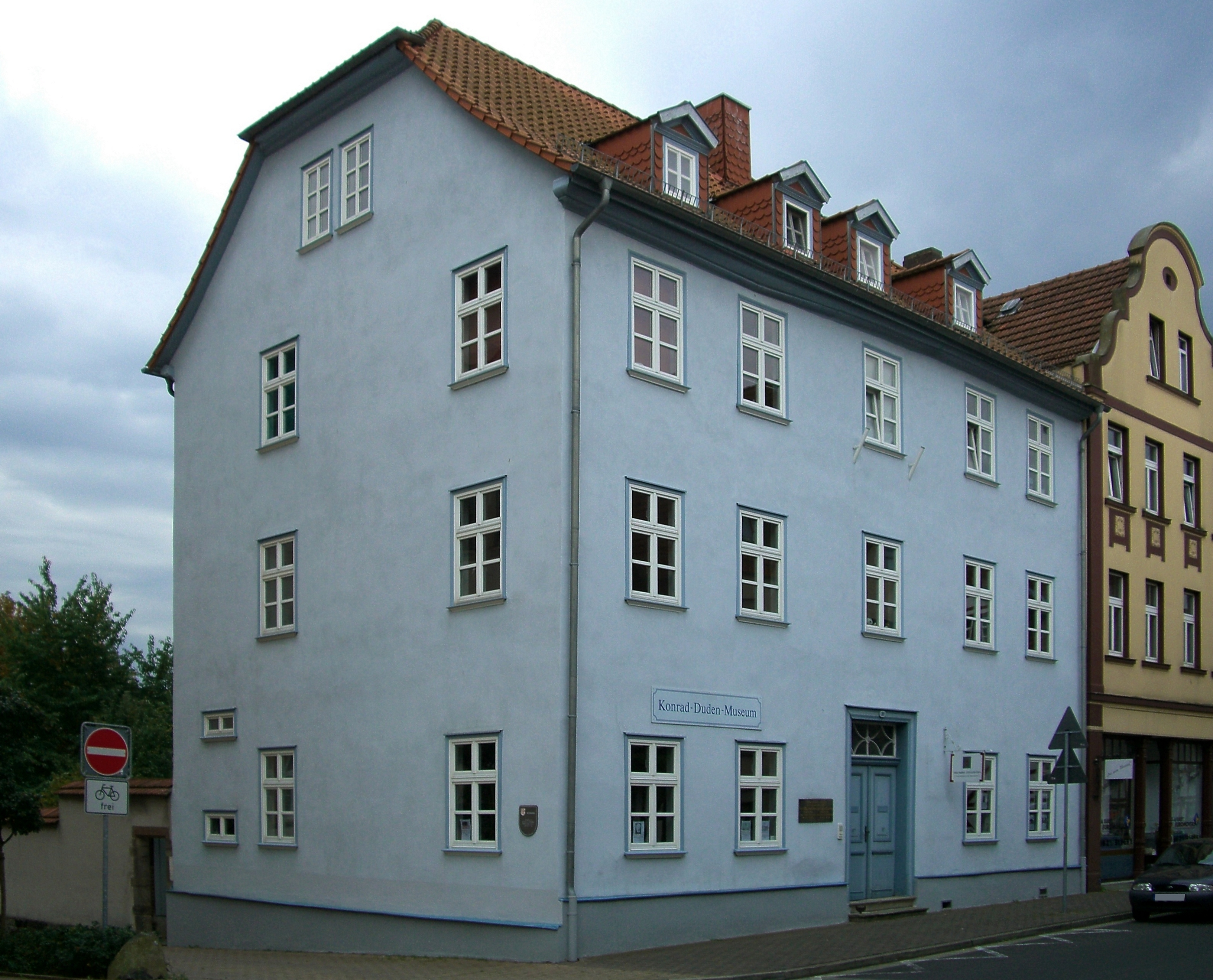
Будинок Дудена у Бад-Герсфельді
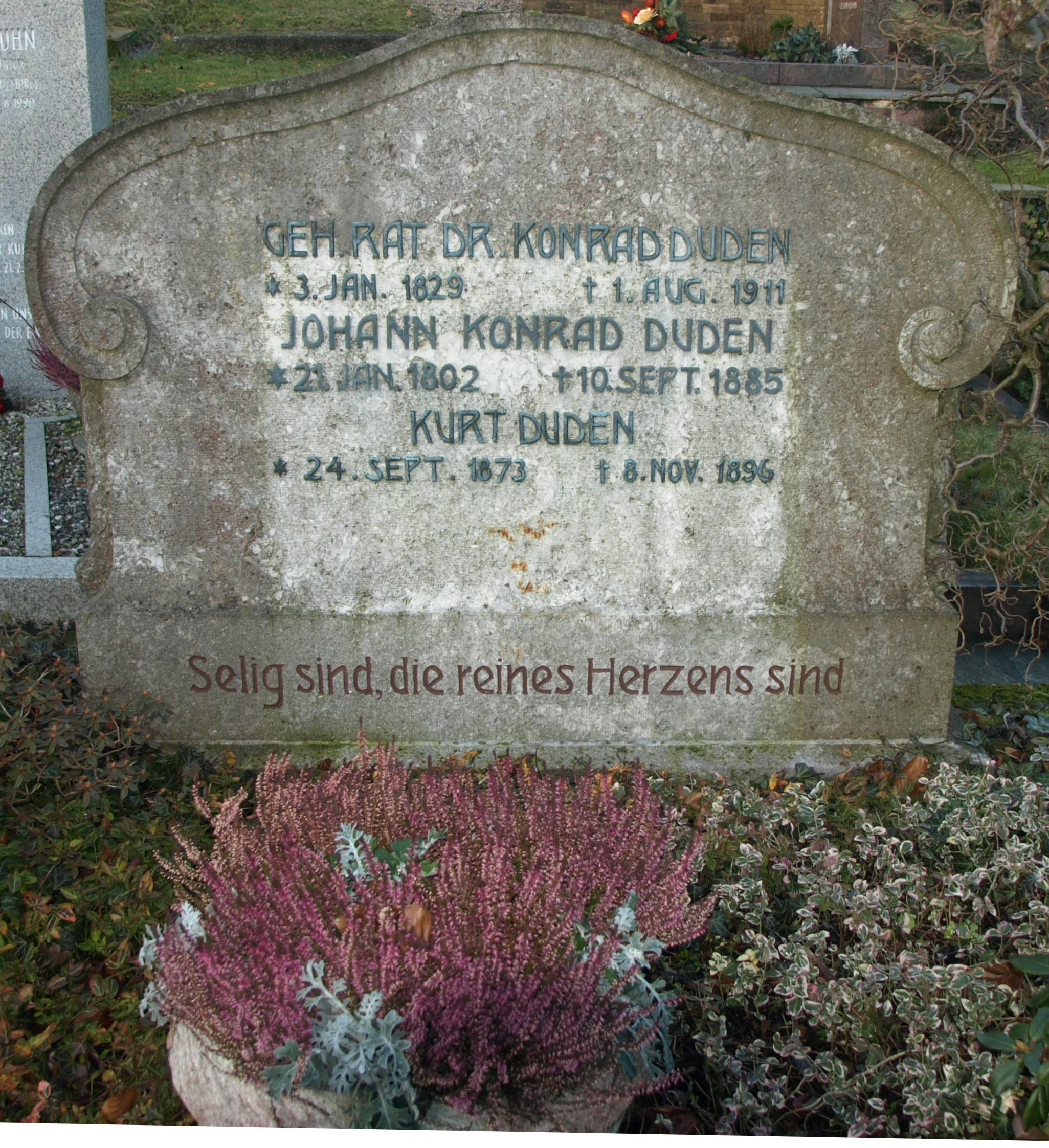
Могила Конрада Дудена
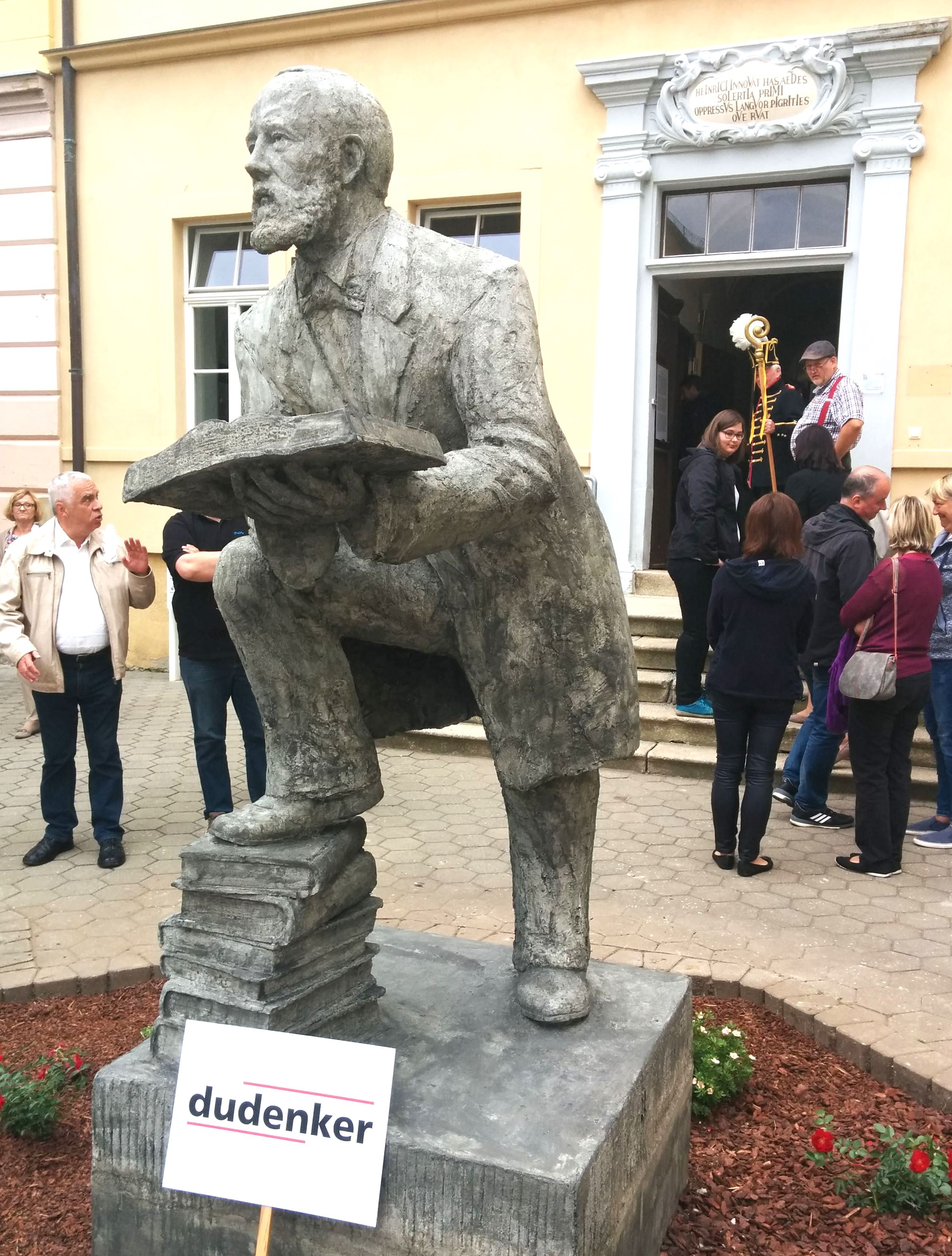
Пам’ятник Конраду Дудену у Шлейці (Хі Лі)